# Richie Sagrado
Richie Sagrado Sebastiao (30 januari 2004) is een Belgisch voetballer die sinds augustus 2024 onder contract ligt bij Venezia FC.

## Carrière
Sagrado ruilde in 2021 de jeugdopleiding van KRC Genk voor die van OH Leuven. In juni 2022 ondertekende hij er een driejarig profcontract. Op 10 maart 2023 maakte hij zijn officiële debuut in het eerste elftal van de club: in de competitiewedstrijd tegen Sporting Charleroi (0-1-winst) liet trainer Marc Brys hem in de 87e minuut invallen.

## Clubstatistieken
| Seizoen        | Club           | Land            | Competitie         | Competitie | Competitie | Beker | Beker | Supercup | Supercup | Europees | Europees | Totaal | Totaal |
| Seizoen        | Club           | Land            | Competitie         | Wed.       | Dlp.       | Wed.  | Dlp.  | Wed.     | Dlp.     | Wed.     | Dlp.     | Wed.   | Dlp.   |
| -------------- | -------------- | --------------- | ------------------ | ---------- | ---------- | ----- | ----- | -------- | -------- | -------- | -------- | ------ | ------ |
| 2022/23        | OH Leuven U23  | Vlag van België | Eerste nationale   | 18         | 0          | —     | —     | —        | —        | —        | —        | 18     | 0      |
| 2022/23        | OH Leuven      | Vlag van België | Jupiler Pro League | 1          | 0          | 0     | 0     | —        | —        | —        | —        | 1      | 0      |
| 2023/24        | OH Leuven      | Vlag van België | Jupiler Pro League | 5          | 2          | 0     | 0     | —        | —        | —        | —        | 5      | 2      |
| Carrièretotaal | Carrièretotaal | Carrièretotaal  | Carrièretotaal     | 24         | 0          | 0     | 0     | 0        | 0        | 0        | 0        | 24     | 0      |

Bijgewerkt op 12 maart 2023.